# Callahan (Floryda)
Callahan – miasto w Stanach Zjednoczonych, w stanie Floryda, w hrabstwie Nassau.